# 乱闘の果
『乱闘の果』（らんとうのはて）、ないし、『オール・ドールド・アップ』 (All Dolled Up) は、1921年に制作されたアメリカ合衆国の映画、サイレントのコメディ映画で、ローリン・S・スタージョンが監督し、グラディス・ウォルトン、エドワード・ハーン、フローレンス・ターナーが主演した。

## あらすじ
百貨店の店員マギーは、店に来ていた客から盗まれた宝石を取り戻し、ご褒美にイブニング・ドレスをもらった。そんな折、彼女はドライバーのジェイムズと恋に落ちるが、....。

## キャスト
- グラディス・ウォルトン - Maggie Quick
- エドワード・ハーン - James Montgomery Johnson
- リチャード・ノートン (Richard Norton) - Percy Prack
- フローレンス・ターナー - Eva Bundy
- ヘレン・ブロノー（英語版） - The Widow
- フレッド・マラテスタ（英語版） - Amilo Rodolpho
- ルース・ロイス（英語版） - Mademoiselle Scarpa
- ジョン・ゴフ (John Goff) - Eddie Bowman
- フランク・ノークロス (Frank Norcross) - Mr. Shankley
- ミュリエル・ゴドフリー・ターナー (Muriel Godfrey Turner) - Madame De Jercasse
- リディア・イーマンス（英語版） - Landlady